# Villafranca Sicula
Villafranca Sicula là một đô thị của tỉnh Agrigento ở vùng Sicilia, có vị trí cách khoảng 60 km về phía nam của Palermo và khoảng 40 km về phía tây bắc của Agrigento. Vào thời điểm ngày 31 tháng 12 năm 2004, đô thị này có dân số 1.496 người và diện tích là 17,7 km².
Villafranca Sicula giáp các đô thị sau: Burgio, Calamonaci, Caltabellotta, Lucca Sicula.
Hồng y giáo chủ Công giáo Rôma Salvatore Cardinal Pappalardo (23.9.1918 Villafranca Sicula - 10.12.2006 Palermo), là người quê ở Villafranca Sicula.